# Unterauhof
Unterauhof (oberfränkisch: Unde-auhuf) ist ein Gemeindeteil des Marktes Mainleus im Landkreis Kulmbach (Oberfranken, Bayern). Unterauhof liegt in der Gemarkung Mainleus.

## Geografie
Die Einöde liegt inmitten einer Seenplatte nördlich des Mains. Unmittelbar nördlich verläuft die Bahnstrecke Bamberg–Hof. Ein Anliegerweg führt nach Mainleus (1,2 km westlich).

## Geschichte
Der Ort wurde 1342 als „Hof in der Nyderawe“ erstmals urkundlich erwähnt.
Unterauhof, auch Reichenthal genannt, gehörte zur Realgemeinde Mainleus. Das Hochgericht übte das brandenburg-bayreuthische Stadtvogteiamt Kulmbach aus. Das Rittergut Wernstein war Grundherr des Hofes.
Von 1797 bis 1810 unterstand Unterauhof dem Justiz- und Kammeramt Kulmbach. 1810 kam der Ort zum Königreich Bayern. Mit dem Gemeindeedikt wurde Unterauhof dem 1811 gebildeten Steuerdistrikt Schwarzach und der 1812 gebildeten Ruralgemeinde Schwarzach zugewiesen. 1819 kam Unterauhof an die Ruralgemeinde Mainleus.

## Baudenkmäler
Baudenkmal ist ein Wohnstallhaus, das am Ort des Turmhügels Unterauhof (einer abgegangenen mittelalterlichen Wasserburg) steht.

## Religion
Unterauhof ist seit der Reformation evangelisch-lutherisch geprägt und war ursprünglich nach St. Aegidius (Melkendorf) gepfarrt. Seit dem 20. Jahrhundert ist die Christuskirche (Mainleus) zuständig.